# NGC 46
NGC 46 (catalogata anche come PGC 5067596)  è una stella doppia situata nella costellazione dei Pesci. Dista 962±281 anni luce dal nostro sistema solare.
È stata scoperta il 22 ottobre 1852 dall'astronomo irlandese Edward Joshua Cooper, che la scambiò per una nebulosa e per questo è incorrettamente inserita nel New General Catalogue.